# Ophiothrix albolineata
Ophiothrix albolineata är en ormstjärneart som först beskrevs av Clark 1938.  Ophiothrix albolineata ingår i släktet Ophiothrix och familjen Ophiothrichidae. Inga underarter finns listade i Catalogue of Life.